# August Strindbergs dramatik

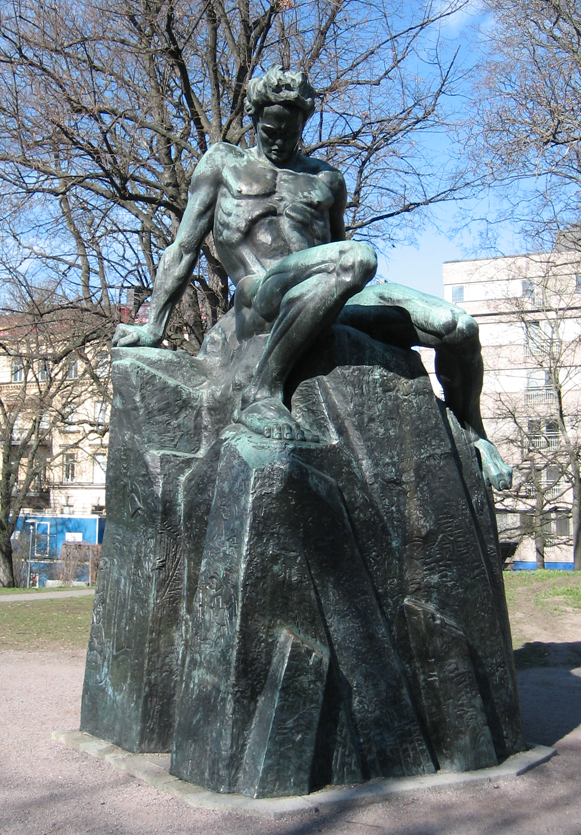
Carl Eldhs staty över August Strindberg i Tegnérlunden i Stockholm.

August Strindbergs dramatik utgör sammanlagt över 60 pjäser och utkast, vilket gör det till den största delen av författaren August Strindbergs produktion. Det är också den som uppmärksammats mest internationellt, inte minst för sin psykologiska skärpa och nyskapande form. Strindberg arbetade i ett antal olika genrer, och skapade i vissa fall nya genrer. Det finns ingen enkel utvecklingslinje i hans dramatiska författarskap, utan snarare ett slags pluralism: han kunde återkomma till en viss typ av pjäser efter att under en period ha ägnat sig åt en annan. 

## Tidiga försök
Strindbergs första pjäs var ett aldrig uppsatt och idag förlorat stycke i två akter från 1869 som hette En namnsdagsgåva. Strindberg skriver om dramat i första delen av sin självbiografiska roman Tjänstekvinnans son. Pjäsen var en komedi och inspirerad av Zacharias Topelius romansvit Fältskärns berättelser. När Strindberg blivit färdig med denna första pjäs påbörjade han ett "dramatiskt utkast" i tre avsnitt med titeln Fritänkaren. Pjäsen betraktas som dramaturgiskt misslyckad, men föregriper, med sin handling om en samhällskritisk huvudpersons uppror mot sin omgivning, många av Strindbergs senare verk. Även hans nästa pjäs, som först hette Det sjunkande Hellas men efter omarbetning fick namnet Hermione, betraktades (även av Strindberg) som omogen, med sin alltför deklamatoriska stil.

## Historiska dramer
Strindbergs första urpremiär var på Dramaten den 13 september 1870 med pjäsen I Rom, som liksom den tidigare Hermione kan klassificeras som ett historiskt drama. Pjäsen fick uppskattade recensioner, även om författaren själv lär ha varit så missnöjd att han ville dränka sig. Samma år studerade han estetik i Uppsala för professor Carl Rupert Nyblom, och skrev bland annat en kandidatuppsats om Oehlenschläger. Där läste han även isländsk litteratur, vilket kom att inspirera till nästa historiska drama, Den fredlöse, som utspelar sig på 1100-talets Island.
Strindbergs mest kända historiska drama är Mäster Olof. Han påbörjade pjäsen 1872, men efter att ha fått den (först i en omfattande prosaversion, sedan en förkortad version) refuserad omarbetade han den till ett versdrama, färdigt 1876. Året därpå lade han till ett efterspel, och hans engagemang för dramat verkar har varit ovanligt starkt. Trots detta fick Mäster Olof urpremiär först 1881, men då gjorde den succé. Ett utmärkande drag är den fördjupade personteckningen, som stod i direkt konflikt med dåtidens idealistiska normer. Även om Strindberg i detta influerades av Shakespeare innebar den psykologiska realismen och den komplexitet som personerna uppvisar något nytt – inte bara för Strindberg, utan för svensk dramatik överhuvudtaget. 
Liksom Mäster Olof kan Anno fyrtioåtta, som Strindberg skrev under arbetet med det stora dramat, ses som en uppgörelse med dåtidens konservativa, men det sker här i satirens form. Handlingen är heller inte förlagd flera hundra år tillbaka, utan till marsoroligheterna 1848. Det dröjde många år innan pjäsen sattes upp, och den betraktades av Strindberg som misslyckad, men många av motiven kom att fördjupas i och med romanen Röda rummet. Från samma period är medeltidsdramat Gillets hemlighet, som inte heller det betraktas som någon större framgång. Inte heller Herr Bengts hustru från 1882, även det i medeltidsmiljö, hör till Strindbergs mest uppskattade, men kan ses som betydelsefullt för hans utveckling genom att det för in temat konflikter mellan man och hustru, som senare skulle bli centralt i många av Strindbergs mest betydande dramer. Den kvinnliga huvudrollen skrevs för Strindbergs dåvarande hustru Siri.
Strindberg gjorde därefter ett långt uppehåll från historiedramat, men i en produktiv period 1899–1903 då han författade inte mindre än 22 pjäser återupptog han genren med Folkungasagan, ett sorgespel om Magnus Eriksson. Strindberg har förklarat sina intentioner med dramat på ett sätt som säger mycket om hans syn på historiedramer i allmänhet:
| ”                                             | Jag tog till min uppgift, efter läraren Shakespeare, att teckna människor med stort och smått, att icke skräda det rätta ordet, att låta det historiska vara bakgrund och att förkorta historiska tidslängder efter nutida teaterns ordringar för att undvika krönikans eller berättelsens odramatiska form. | „ |
| – Strindberg, Öppna brev till intima teatern. | |   |

Efter Folkungasagan fortsatte Strindberg linjen svenska kungadramer ur den svenska historien med pjäserna Gustav Vasa, Erik XIV, Gustav Adolf, Karl XII, Engelbrekt, Kristina och Gustav III.
Från denna tid kommer även den mer lyriska Kronbruden, som utspelar sig i Dalarna på Karl XV:s tid. Pjäsen har visa sago- och skräckmotiv, och innehåller en sång som är det enda kända fullbordade musikstycket av Strindberg.
Ett mer konventionellt historiedrama är Näktergalen i Wittenberg, om Martin Luther. Där ges en betydligt mer negativ bild av reformationen än i Mäster Olof, en förändring som kan ha att göra med Strindbergs intresse för den mot Luther kritiske Nietzsche. Pjäsen innebär också att fokus flyttas från det nationella mot de större historiska processerna, något som är än tydligare i Strindbergs nästa projekt, Den världshistoriska trilogin. Trilogin består av Genom öknar till arvland om Moses, Hellas om Sokrates och Lammet och vilddjuret om Kristus. Strindberg planerade en cykel på minst tre trilogier där även Näktergalen i Wittenberg ingick, men tanken gavs upp. Istället för det storslagna kom Strindberg med sina kammarspel att tvärtom ägna sig åt det mindre formatet.
Strindbergs tre sista historiska dramer blev femaktarna Siste riddaren om Sten Sture den yngre, Riksföreståndaren om Gustav Vasa och Gustav Trolle, och Bjälbo-Jarlen om Birger jarl. Dessa, tillkomna på kort tid (augusti 1908 – januari 1909), räknas allmänt till författarens mindre lyckade dramer. Strindberg såg sina pjäser om Gustav Vasa som en trilogi, där Siste riddaren var "Vasasagan I", Riksföreståndaren del II och Gustav Vasa del III.
Till Strindbergs historiska dramer kan även läggas den aldrig avslutade Starkodder Skald från 1900-talets början, där författaren återvänder till fornnordiska ämnessfären.

## Naturalism och hjärnornas kamp
Strindbergs första samtidsdrama, frånsett det tidiga försöket Fritänkaren, är Kamraterna, som tillkom 1886–1887, i spåren efter Giftas-processen. Kamraterna är ett äktenskapsdrama med flera anspelningar på Henrik Ibsens Ett dockhem, som Strindberg menade gav en förenklad bild av kvinnans frigörelse. 
Vid denna tid hade Strindberg börjat intressera sig för psykologi, inte minst psykopatologi, vilket blev än tydligare i hans nästa pjäs, Fadren. Den var tänkt att bli del ett i en trilogi, med Kamraterna som del två, men den avslutande delen blev aldrig skriven. Det spel som uppstår mellan huvudpersonerna formar sig till det som har kallats "hjärnornas kamp", ett slags darwinistiskt färgad idé om hur två psyken försöker besegra varandra med list. I Fadren är det hustrun som med subtila medel försöker lura sin man att tro att han är galen.
Även om Strindberg själv ofta hade en tydlig avsikt med sina pjäser räddas en pjäs som Fadren från att bli tendentiös genom hans förmåga att ge även motståndarsidan starka repliker. Detta gäller i högsta grad för Fröken Julie, Strindbergs mest spelade drama. Strindberg kallade i ett brev Fröken Julie för "Svenska Dramatikens första naturalistiska sorgespel", och i förordet till pjäsen drar han upp principerna för just det naturalistiska dramat. Även här kan man dock se hur hjärnornas kamp ofta innefattar ett nietzscheanskt fattat "krig mellan könen":
| ” | Utom i det att Jean nu är en stigande, står han över fröken Julie i det att han är man. Könsligt är han aristokraten genom sin manliga styrka, sina finare utvecklade sinnen, och sin förmåga av initiativ. | „ |

Man har ofta framhållit kontrasten mellan förordets misogyni och dramats komplexa kvinnliga huvudkaraktär, som uppfattats som inspirerad av Victoria Benedictsson och hennes öde. Den pjäs som följde på Fröken Julie, triangeldramat Fordringsägare, har Strindberg själv i brev förklarat handla om Benedictsson.
Att hjärnornas kamp inte är bunden till kampen mellan man och kvinna visar de två pjäser som Strindberg författade efter Fordringsägare: Den starkare och Paria. Båda är i det format som kort tidigare lanserats av Théâtre Libre i Paris, så kallade "quarts d'heure", det vill säga 15-minuters enaktare. I Den starkare förs kampen mellan två kvinnor, och i Paria mellan två män.
På grund av ekonomiska svårigheter gick Strindberg med på att dramatisera den framgångsrika romanen Hemsöborna. I ett brev till Ola Hansson framgår författarens inställning till idén: "Jag skriver om Hemsöborna till pjäs och känner mig som en hora!"
Ekonomin är viktig även som tema för Strindbergs dramatik, vilket tydligt visar sig i enaktaren Debet och kredit från 1892, om en man som jagas av fordringsägare.

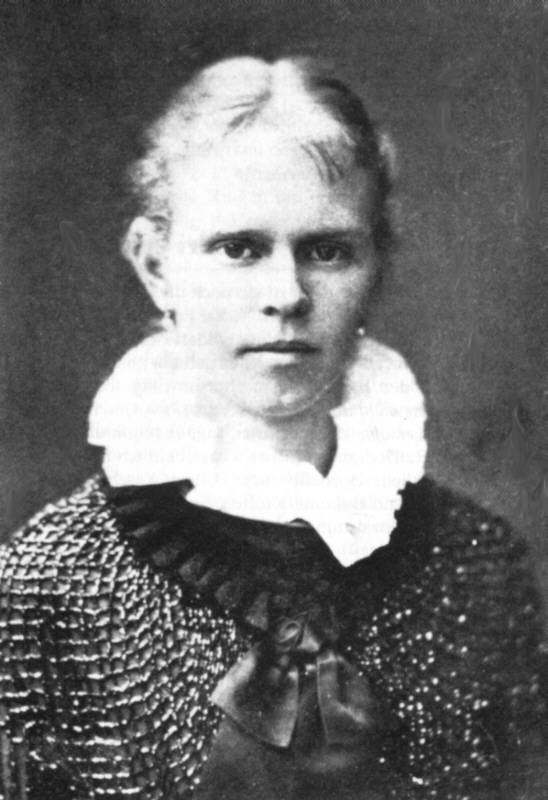
Siri von Essen, 1880.

Första varningen, ett äktenskapsdrama från samma år, repeterades på Dramaten samtidigt med Debet och kredit, men bojkottades, enligt uppgifter av moraliska skäl. Där, liksom i de följande Inför döden och Moderskärlek, ges en allt mörkare bild av äktenskap och familjeliv, vilket inbjudit till biografiska tolkningar. Äktenskapet med Siri von Essen upplöstes den 12 september 1892. Strax därefter skrev Strindberg den äktenskapliga tragi-komedin Leka med elden och enaktaren Bandet, som behandlar själva skilsmässoprocessen. 
När Strindberg efter flera år återkom till att behandla äktenskapsproblem hade han genomgått den så kallade "infernokrisen" varmed hans fokus skiftat. I Brott och brott (med den alternativa titeln Rus) från 1899 har skuldproblematiken antagit existentiella dimensioner med religiösa övertoner; handlingen kan tolkas som styrd av övernaturliga krafter.
Efter att ha författat ett antal kungadramer återvände Strindberg 1900 till samtiden med den sällan spelade Midsommar. Från samma år kommer Påsk, som sin realistiska form till trots inspirerats av passionsspelen i Oberammergau, och betraktats som "ett kammarspel före de egentliga kammarspelen".
Strindbergs nästa pjäs, Dödsdansen, visar ett tydligt exempel på ett äktenskap som blivit ett helvete. Strindberg tillfogade en del II strax efter att han blivit färdig med den första. Båda delarna följer i huvudsak naturalismens krav, men den överdrivna situationen möjliggör även andra sorters uppsättningar. Detta visade Max Reinhardt med sin modernistiska iscensättning på Deutsches Theater i Berlin 1912, som innebar Strindbergs definitiva genombrott i Tyskland.

## Sagospel, vandringsdramer och drömspelsteknik
Strindbergs första sagospel var julspelet Lycko-Pers resa, som skrevs på beställning av Ludvig Josephson och blev färdigt 1882. Pjäsen, uppenbarligen influerad av Henrik Ibsens drama Peer Gynt, kan betraktas som författarens första vandringsdrama. Denna genre kännetecknas av att huvudkaraktären genomgår ett slags allegorisk vandring genom olika stationer i livet, och kom hos Strindberg att utvecklas på ett sätt som går långt utanför sagan eller moraliteten. 
Till dramerna med fantastiska inslag kan även enaktaren Samum räknas. Det är fråga om ett skräckdrama starkt påverkat av Edgar Allan Poe, som Strindberg beundrade – en beundran han delade med vännen Emil Kléen. 
Tio år efter Lycko-Pers resa skrev Strindberg ett nytt sagospel, Himmelrikets nycklar, om Sankte Per. Detta vandringsdrama har en betydigt mer pessimistisk ton än Lycko-Per och kan liksom romanen I havsbandet från samma tid anses gestalta en konflikt mellan författarens nietzscheanska ateism och religiösa tendenser. Urpremiären blev först 1927 i Tyskland, och svensk premiär fick den så sent som 1962.
Medan Himmelrikets nycklar kan sägas befinna sig i inledningen till Strindbergs så kallade "infernokris" har trilogin Till Damaskus (1898–1901) ofta tolkats som krisens avslutning, i försoningens tecken. Titeln anspelar på Nya testamentets skildring av Sauls omvändelse på väg till Damaskus, och den första pjäsen markerar i vandringsdramats form en omorientering mot en öppet kristen hållning hos Strindberg. Viktigast ur litteraturhistoriskt hänseende är dock Strindbergs experiment med dramatikens formspråk. Till Damaskus låter realistiska scener, men ofta med övernaturliga inslag, kombineras med ett allegoriskt skeende, men för därtill in element som drömscener och dubbelgångarmotiv, som på olika sätt skapar osäkerhet kring vad som är verkligt och ibland suddar ut gränsen mellan de olika karaktärerna. 
Mellan den andra och tredje delen av Till Damaskus skrev Strindberg bland annat sagospelet Advent. Han sammanförde den senare med pjäsen Brott och brott (tillkommen omedelbart efteråt) under titeln Vid högre rätt, och de gestaltar båda hur högmod bestraffas av övernaturliga makter. I Advent är det djävulen som i skepnad av en skollärare ser till att en lagman stenas och hans hustru får frysa ihjäl som straff för sina handlingar. Strindberg själv framhöll influenser från Emanuel Swedenborg.
Från samma tid kommer även Kaspers fet-tisdag, ett kasperspel som dock har en del typiskt strindbergska motiv, och det lyriska sagospelet Svanevit, influerat av Maurice Maeterlincks tidiga verk.
En särställning i Strindbergs dramatiska produktion intar Ett drömspel från 1901. De experimentella möjligheter som synts i Till Damaskus är här fullt utvecklade. I förordet till Ett drömspel skriver författaren:
| ” | Tid och rum existerar icke; på en obetydlig verklighetsbakgrund spinner inbillningen ut och väver nya mönster; en blandning av minnen, upplevelser, fria påhitt, orimligheter och improvisationer. - Personerna klyvas, fördubblas, dunsta av, förtätas, flyta ut, samlas. Men ett medvetande står över alla, det är drömmarens; för det finns inga hemligheter, ingen konsekvens, inga skrupler, ingen lag. | „ |

Det är bland annat på grund av dessa egenskaper, det som kallas hans "drömspelsteknik", som Strindberg vid sidan av kretsen kring Abbey Theatre i Dublin och Maeterlinck betraktas som en av den modernistiska teaterkonstens portalgestalter. Detta är särskilt märkligt med tanke på hans betydelse för det naturalistiska dramat. 
Vilken sida av Strindberg som betonas är naturligtvis en fråga om regissörens val; medan den modernistiskt abstrakta sidan underströks av Max Reinhardt framhöll Olof Molander i sina uppsättningar av Ett drömspel snarare de realistiska aspekterna. 
Drömspelstekniken återfinns även i det aldrig avslutade lyriska sagospelet Holländarn, som Strindberg arbetade på under 1902. Detta fragment kan samtidigt sägas föregripa de senare kammarspelen.
Mot slutet av sitt liv skrev Strindberg det orientaliska sagospelet Abu Casems tofflor 1908, och året därefter sitt allra sista drama Stora landsvägen. Det är ett utpräglat vandringsdrama men kan också kallas en "hybrid av kammarspel, samtidssatir och lyriskt bekännardrama". Pjäsen har ansetts svårspelad, och har i likhet med flera andra strindbergsdramer (till exempel del II och III av Till Damaskus) fått större framgång som läsdrama.

## Kammarspel
Termen kammarspel övertog Strindberg från Max Reinhardt, som tänkte sig pjäser som i sin form motsvarade kammarmusik, men Strindberg utvecklade begreppet. Det handlar framför allt om maximal enkelhet, intimitet och sparsmakadhet vad gäller de storslagna effekter som utmärkte mycket av den äldre dramatiken. I övrigt kan hans kammarspel anses inrymma element från såväl de naturalistiska dramerna som de mer modernistiska. Pjäserna skrevs med Intima teatern i åtanke, och Strindberg numrerade själv sina kammarspel. Utöver de fem numrerade kan man med utgångspunkt i formspråket även räkna de tidigare pjäserna Påsk och Holländarn som kammarspel. Det första numrerade kammarspelet ("Op. 1") var Oväder, som följdes av Brända tomten, det mest kända kammarspelet Spöksonaten, och Pelikanen. Till tematiken i Spöksonaten anknyter den aldrig avslutade pjäsen Toten-Insel. Strindbergs sista kammarspel, opus 5, kom att bli julspelet Svarta handsken, med premiär 1909. Denna pjäs har en betydligt ljusare prägel än de övriga kammarspelen.

## Teaterteori
Förutom Strindbergs förord till sina dramer, av vilka de till Fröken Julie och Ett drömspel blivit mest uppmärksammade, finner man hans syn på teaterkonsten i de memorandum och öppna brev han skrev till Intima teatern. Därutöver går det att hitta spridda anmärkningar om teater i hans essäer och privata brev.